# La Cisterna (station)
La Cisterna är en tunnelbanestation i tunnelbanesystemet Metro de Santiago i Santiago, Chile. Stationen är en av två ändstationer på linje 2 (den andra är Vespucio Norte) samt på linje 4A (den andra är Vicuña Mackenna). Nästföljande station på linje 2 är El Parrón och på linje 4A San Ramón.